# برونو بينهيرو (لاعب كرة قدم)
برونو بينهيرو هو لاعب كرة قدم ومدرب كرة قدم برتغالي، ولد في 30 أكتوبر 1976 في Charneca de Caparica ‏ في البرتغال.

## وصلات خارجية
- برونو بينهيرو (لاعب كرة قدم) على موقع قاعدة بيانات كرة القدم.إي يو (الإنجليزية)
- برونو بينهيرو (لاعب كرة قدم) على موقع Soccerway.com (الإنجليزية)
- برونو بينهيرو (لاعب كرة قدم) على موقع عالم كرة القدم.نت (الإنجليزية)